# Frank Covelli
Frank Covelli (Frank George Covelli; * 2. April 1937 in Paducah, Kentucky) ist ein ehemaliger US-amerikanischer Speerwerfer.
Bei den Olympischen Spielen 1964 in Tokio schied er in der Qualifikation aus.
1967 siegte er bei den Panamerikanischen Spielen in Winnipeg, und 1968 scheiterte er bei den Olympischen Spielen in Mexiko-Stadt erneut in der Vorrunde.
1964 und 1968 wurde er US-Meister, 1963 für die Arizona State University startend NCAA-Meister. Seine persönliche Bestleistung von 86,77 m stellte er am 1. September 1968 in Long Beach auf.